# Velkopopovický Kozel
Velkopopovický Kozel este o bere lager cehă produsă din 1874. Fabrica de bere a fost fondată în Velké Popovice, un oraș aflat la 25 km la sud-est de Praga. Simbolul berii este o capră (Kozel înseamnă „capră” în limba cehă). Compania a fost cumpărată de SABMiller în 2002 și a fost vândută către Asahi Breweries în 2016.
Cele două mărci emblematice de bere sunt Kozel Premium Lager și Kozel Dark.

## Istorie

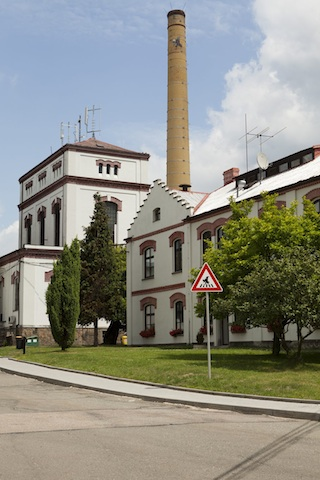
Fabrica de bere Velkopopovický Kozel

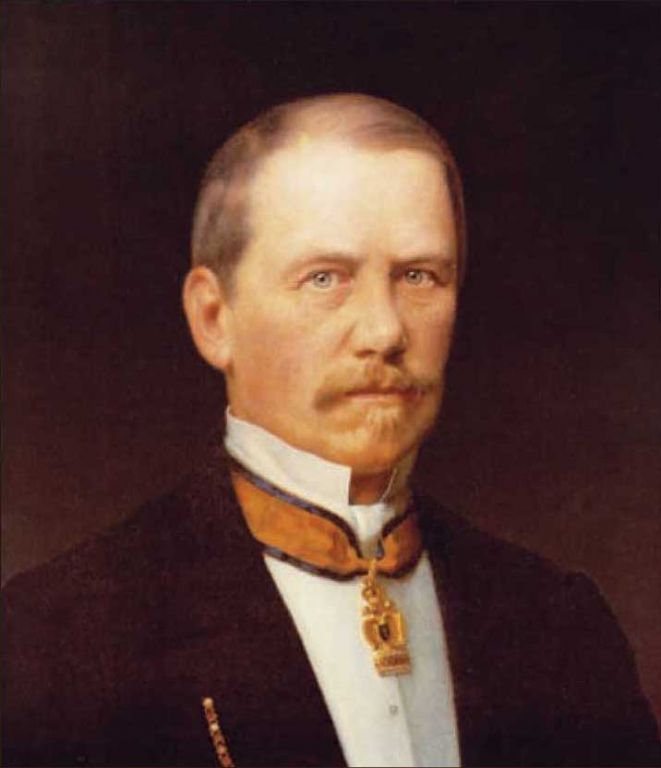
František Ringhoffer

Prima mențiune istorică a fabricii de bere datează din secolul al XIV-lea. Fabrica de bere din Velké Popovice, așa cum o cunoaștem astăzi, își are originile în secolul al XIX-lea. După ani de neînțelegeri și declinul treptat al fabricii de bere, aceasta a fost cumpărată de un bogat magnat industrial, František Ringhoffer, care era primarul orașului Smíchov⁠(d) și unul dintre cei mai de succes antreprenori la acea vreme.
Fabrica de bere a fost construită în 1875, deși primul lot de bere Kozel a fost fabricat în anul precedent. Berăria a introdus noi tehnologii, dând naștere istoriei sale moderne. La începutul secolului al XX-lea, fabrica de bere a trecut prin a doua reconstrucție majoră, iar capacitatea sa de producție a crescut la 90.000 de hectolitri pe an, de la 18.000 inițiali de la început.
Fabrica de bere a supraviețuit Primului Război Mondial, funcționând într-un mod restrâns și fără prea multe inovații. S-a dezvoltat din nou în perioada dintre războaie. Compania Kozel a devenit faimoasă pentru berea sa închisă la culoare de 14°, „Bock”. Cu toate acestea, Al Doilea Război Mondial a adus noi restricții de producție pentru toate fabricile de bere, iar fabrica de bere din Protectoratul Boemiei și Moraviei s-a confruntat cu probleme în achiziționarea materiilor prime de care avea nevoie.
După război, fabrica de bere a fost naționalizată și s-a confruntat cu lipsa de muncitori. În 1951, conducerea companiei a rezolvat această problemă prin angajarea femeilor în fabrica de bere. Raportul dintre femei și bărbați a rămas aproape de 1:1 până în 1962, iar îmbutelierea a fost exclusiv în mâinile femeilor. În 1965, Kozel a livrat prima bere din lume în camioane cisterne și a dat naștere tradiției pub-urilor cu cisterne.
După treizeci de ani de socialism, fabrica de bere a devenit independentă în 1991, iar în 1992 a devenit o societate pe acțiuni. În 2002, Kozel și fabrica de bere Radegast au fost achiziționate de către fabrica de bere Pilsner Urquell, parte a conglomeratului de bere SABMiller. În 2016, a fost una dintre mărcile vândute de SABMiller către Asahi Breweries, cesionarea rezultată în urma achiziționării primei companii de către ABInBev, pentru a se conforma reglementărilor Antitrust la nivel mondial.
În 2012, berea Kozel a fost subiectul unor reclame virale în Rusia: lansată în spațiul cosmic, berea a fost aruncată cu parașuta și totul a fost transmis prin camera online.

## Mascota Olda (capră)

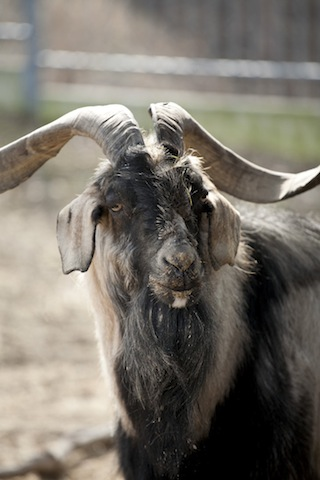
Mascota Olda

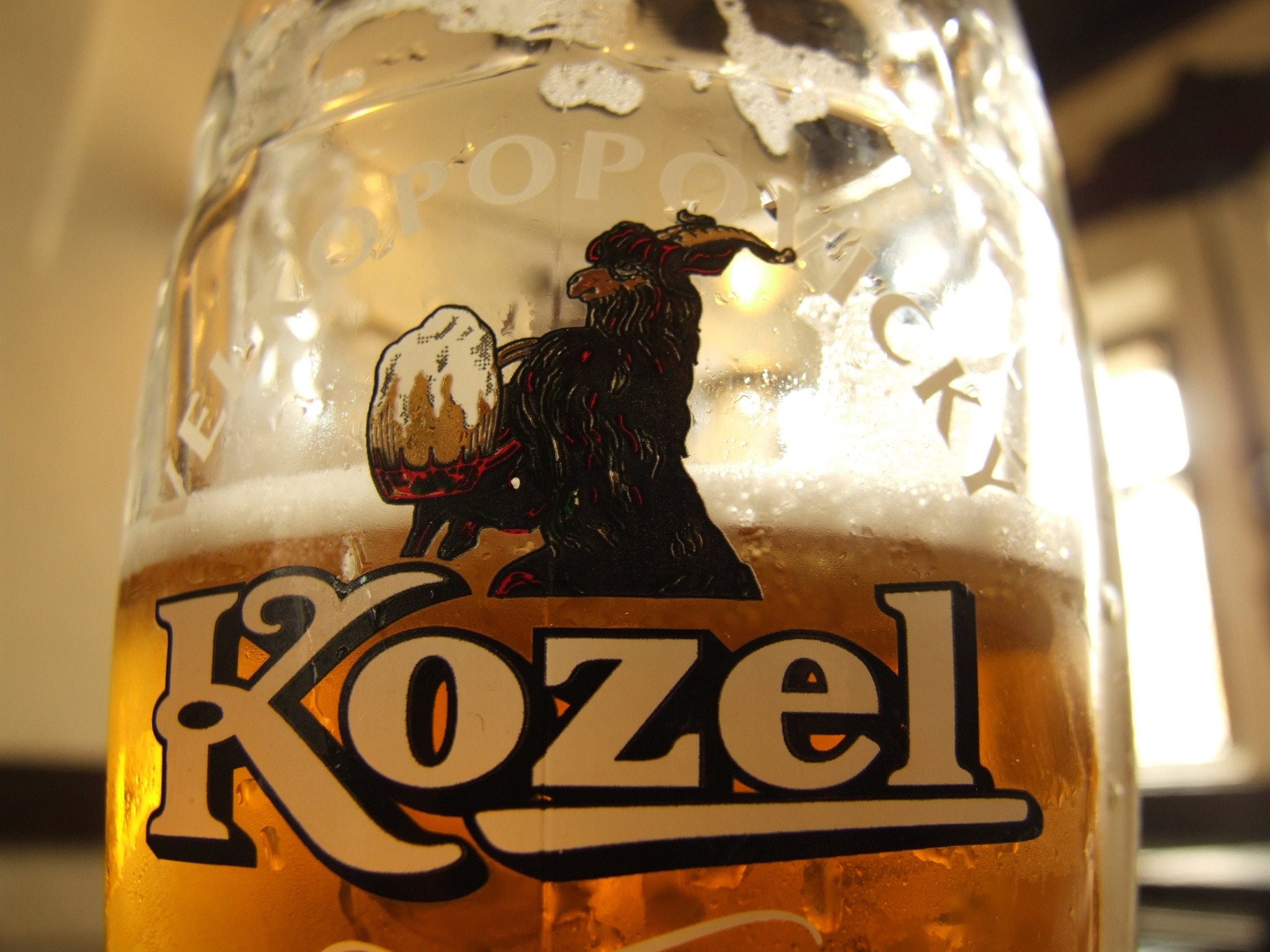
Olda apare pe un pahar de bere Kozel

Numele Kozel și emblema sa își au originea în perioada de după Primul Război Mondial. Kozel înseamnă „capră” în limba cehă, iar o bere neagră marca Kozel se numea în acea vreme Block, care înseamnă „capră” în limba germană.
În aceea perioadă era multă concurență în fabricarea berii. Fondatorul fabricii de bere, Emanuel Ringhoffer, și-a dat seama că era necesar să se distingă fabrica de bere de concurenții săi și a început să producă în Velké Popovice o bere puternică, închisă la culoare, după tradiția locală, cunoscută local sub numele de Kozel. Pe atunci, conform legendei, a trecut prin Velké Popovice un pictor francez, care a fost mișcat de ospitalitatea localnicilor și, din recunoștință față de aceștia, a decis să creeze o emblemă pentru berărie. Pictorul s-a inspirat din figura caprei și a transformat-o într-o emblemă. De atunci, fiecare bere de la Velké Popovice a fost cunoscută sub numele de Kozel, iar mascota cu acest animal a decorat eticheta berii de aproape o sută de ani.
În anii 1930 proprietarii au încercat să întărească și să consolideze poziția fabricii de bere, iar pentru a-i oferi o imagine mai atractivă, au adus o capră vie în fabrică ca atracție. Fabrica de bere Kozel are și astăzi o mascota vie și alte atracții pentru vizitatori. Până în anii 1970, după câteva generații anterioare, toate caprele au fost numite după îngrijitoarea originală Olda și acest nume a fost transmis de la capră la capră de peste 40 de ani.

## Fabrică de bere
Fabrica de bere din Velké Popovice este deschisă pentru vizitatori și sunt disponibile tururi.

## Producție
Compania produce diverse tipuri de bere:
- Kozel 10 – o bere deschisă la 10°, cu 4,2% ABV .
- Kozel 11 – un pale lager de 11°, cu 4,6% ABV. Este pe piață din 2005.
- Kozel Černý – o bere neagră la halbă cu 3,8% ABV. Această bere are o spumă neobișnuită de culoare închisă.
- Kozel Řezaný – un amestec de beri lager deschise și întunecate, cu 4,6% ABV.
- Kozel Florián – un lager chihlimbar de 11° cu 4,7% ABV
- Kozel Mistrův Ležák – un lager pal la 12°, cu 4,8% ABV.
- Kozel Mistrův Pšeničný – o bere din grâu, cu 5,2% ABV.
- Kozel Mistrův Tmavý – un lager închis la culoare, cu 4,4% ABV.

Kozel a primit mai multe premii diferite, inclusiv Premiul Berii din Australia, Berea Anului din Cehia, Cupa Mondială a Berii și multe altele.
Kozel Premium a câștigat premii la Campionatele Mondiale de Bere din Chicago în 1995, 1996 și 1997.

## Exporturi și producție cu licență
Kozel a devenit cel mai bine vândut brand de bere cehă din lume. Acum este vândut în aproximativ treizeci de țări din întreaga lume. Producția cu licență a început în ianuarie 2001 în Slovacia, mai târziu în Kaluga, Ulianovsk și Vladivostok în Rusia. În Ungaria, Kozel este produsă la Budapesta și în Ucraina la Donețk. Recent, Kozel a intrat pe noi piețe din Scandinavia, România, Marea Britanie, Canada, Israel, Grecia, Kazahstan și Italia. Efes Moldova, Efes Georgia și Efes Turcia au început producția de Kozel. Kozel Dark înregistrează o creștere puternică pe piața de bere din Coreea de Sud. Principalul motiv pentru creșterea volumului vânzărilor berii Kozel Dark este diversificarea gusturilor consumatorilor. În plus, magazinele Kozel Dark au crescut de peste 30 de ori în ultimii doi ani. Vânzările medii lunare ale magazinelor din Itaewon, Hongdae și Gangnam, care sunt principalele zone comerciale ale Seulului, au fost în medie de peste 1,6 milioane de bucăți pe lună.

## Premii

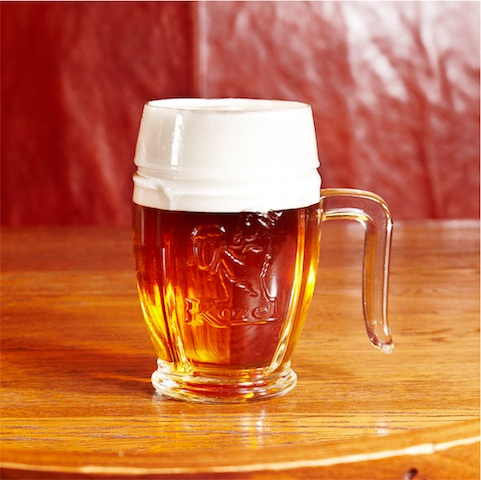
Velkopopovický Kozel 10° Světlý

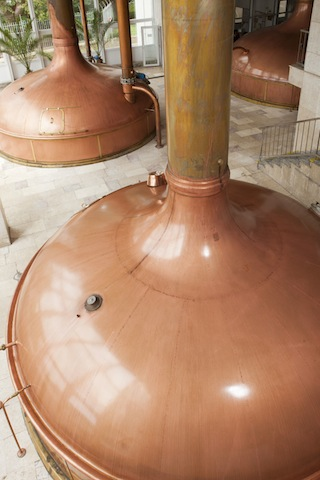
Parte istorică a fabricii de bere

Premii pe care berea Kozel le-a primit la concursurile de bere cehă și internațională.
2012
- Locul 1 Velkopopovický Kozel 11° (categoria:  bere 11°) - Berea Cehă a Anului, Republica Cehă

2011
- Locul 2 Velkopopovický Kozel Medium (categoria: lager) - Zlatý pohár PIVEX, Cehia
- Locul 1 Velkopopovický Kozel Medium (cea mai bună bere 11° la categoria lager) - Zlatý pohár PIVEX, Cehia
- Locul 2 Velkopopovický Kozel Medium - Australian Beer Awards, Austrálie

2010
- Locul 3 Velkopopovický Kozel Premium - Cupa Mondială a Berii, SUA
- Locul 2 Velkopopovický Kozel Medium - Australian Beer Awards, Australia
- Locul 2 Velkopopovický Kozel Premium - Australian Beer Awards, Australia
- Locul 2 Velkopopovický Kozel Dark - Australian Beer Awards, Australia
- Locul 1 Velkopopovický Kozel Premium - Berea Cehă a Anului, Republica Cehă
- Locul 2 Velkopopovický Kozel Medium - Berea Cehă a Anului, Republica Cehă

2009
- Certificat de calitate Velkopopovický Kozel Medium - Zlatý pohár PIVEX, Republica Cehă
- Locul 1 Velkopopovický Kozel výčepní světlý - Zlatý pohár PIVEX, Cehia
- Locul 1 Velkopopovický Kozel Premium - Berea Cehă a Anului, Republica Cehă
- Locul 3 Velkopopovický Kozel výčepní světlý - Berea Cehă a Anului, Republica Cehă

2008
- Certificat de calitate Velkopopovický Kozel výčepní světlý, Mediu, Premium - Zlatý pohár PIVEX, Republica Cehă
- Locul 1 Velkopopovický Kozel Medium - Berea Cehă a Anului, Republica Cehă
- Locul 2 Velkopopovický Kozel Premium - Berea Cehă a Anului, Republica Cehă

2007
- Locul 3 Velkopopovický Kozel výčepní tmavý - Australian Beer Awards, Australia
- Locul 3 Velkopopovický Kozel Premium - Australian Beer Awards, Australia

2006
- Locul 2 Velkopopovický Kozel výčepní světlý - Zlatý pohár PIVEX, Cehia
- Locul 1 Velkopopovický Kozel Premium - Monde Selection, Belgia
- Locul 2 Velkopopovický Kozel výčepní světlý - Monde Selection, Belgia
- Locul 2 Velkopopovický Kozel výčepní tmavý - Monde Selection, Belgia

2005
- Locul 2 Velkopopovický Kozel výčepní světlý - Zlatý pohár PIVEX, Cehia
- Certifikát kvality Velkopopovický Kozel Premium - Zlatý pohár PIVEX, Republica Cehă

2004
- Locul 1 Velkopopovický Kozel Premium - Cupa Mondială a Berii, SUA
- Locul 2 Velkopopovický Kozel výčepní světlý - Cupa Mondială a Berii, SUA
- Locul 1 Velkopopovický Kozel výčepní tmavý - Australian Beer Awards, Australia

2003
- Certificat de aur pentru calitatea echilibrată și pe termen lung a berii Velkopopovický Kozel výčepní světlý - Zlatý pohár PIVEX, Republica Cehă

2002
- Locul 2 Velkopopovický Kozel Premium - Berea Cehă a Anului, Republica Cehă

2001
- Locul 1 Velkopopovický Kozel Premium - Festivalul berii, Helsinki, Finlanda

1997–1998, 2000-2005
- Berea neagră a anului - Alegerea cititorilor, Pivní kurýr, Republica Cehă

1995–1997, 1999
- Locul 1 Velkopopovický Kozel Premium - Pivní mistrovství světa, Chicago SUA